# Лалуаї
Лалуаї (англ. Laluai River) — річка на острові Бугенвіль, Автономного регіону Бугенвіль Папуа Новій Гвінеї. Впадає у Тихий океан. Має довжину близько 65 км.

## Географія
Невелика річка в південно-східній частині острова Бугенвіль. Починає свій витік біля північного підніжжя групи вулканів Такуан (2210 м), на висоті приблизно 650 м. У верхній та середні течії тече в південно-східному напрямку у звивистому гірському руслі, у нижній течії повертає на схід і впадає у затоку Торау Тихого океану, за 7 км на південний-схід від поселення Такі. Річка має швидкоплинну течію у несудноплавному руслі, з численними перекатами та мілинами, в нижній течії ширина русла доходить до 60-100 м, тут вона розбивається на рукави, утворюючи численні острови. Повне падіння рівня русла річки, від витоку до гирла, становить приблизно 650 м, що відповідає середньому похилу русла — 10 м/км. Живлення річки дощове та підземне, з перевагою дощового.
Незважаючи на відносно невеликі довжину русла та водозбірний басейн, завдячуючи великій кількості опадів у басейні річки, Лалуаї є однією з найбагатоводніших річок Папуа Нової Гвінеї (1612 м³/с), що майже рівняється стоку річки Дніпра. За цим показником вона входить у п'ятірку найбільших річок Папуа Нової Гвінеї і займає приблизно 90-те місце у світі.
У верхів'ї річки, в районі Центральний Бугенвіль, на краю скелі розташована одна з найбільших і красивих печер острова Бугенвіль — Кууку'вананґ Пірінґ (англ. Kuukuu'vanang Piring) в перекладі — «будинок маленьких кажанів».